# Her Bitter Lesson (film 1912)
Her Bitter Lesson è un cortometraggio muto del 1912 diretto da Hardee Kirkland e tratto da una storia della scrittrice inglese Mary Elizabeth Braddon, i cui romanzi vennero ridotti per lo schermo numerose volte.

## Produzione
Il film fu prodotto da William Nicholas Selig per la Selig Polyscope Company.

## Distribuzione
Uscito nelle sale statunitensi il 31 ottobre 1912, il film - un cortometraggio in una bobina - fu distribuito dalla General Film Company. Fu distribuito anche nel Regno Unito il 26 gennaio 1913.